# Tosa (Kōchi)
Tosa (jap. 土佐市 -shi) ist eine Stadt in der Präfektur Kōchi in Japan.

## Geographie
Tosa liegt südwestlich von Kōchi an der Tosa-Bucht des Pazifischen Ozeans.

## Geschichte
Tosa wurde am 1. Januar 1959 gegründet.

## Sehenswürdigkeiten
Auf dem Gebiet von Tosa liegen die beiden Tempel des Shikoku-Pilgerwegs:
- Nr 35	Kiyotaki-ji
- Nr 36	Shōryū-ji

## Verkehr
- Straße:
  - Kōchi-Autobahn
  - Nationalstraße 56

## Angrenzende Städte und Gemeinden
- Kōchi
- Susaki
- Hidaka
- Ino
- Sakawa

## Trivia
Die Langschwanzhühner Onagadori in Tosa gelten seit 1952 als besonderes japanisches Naturdenkmal.

## Weblinks

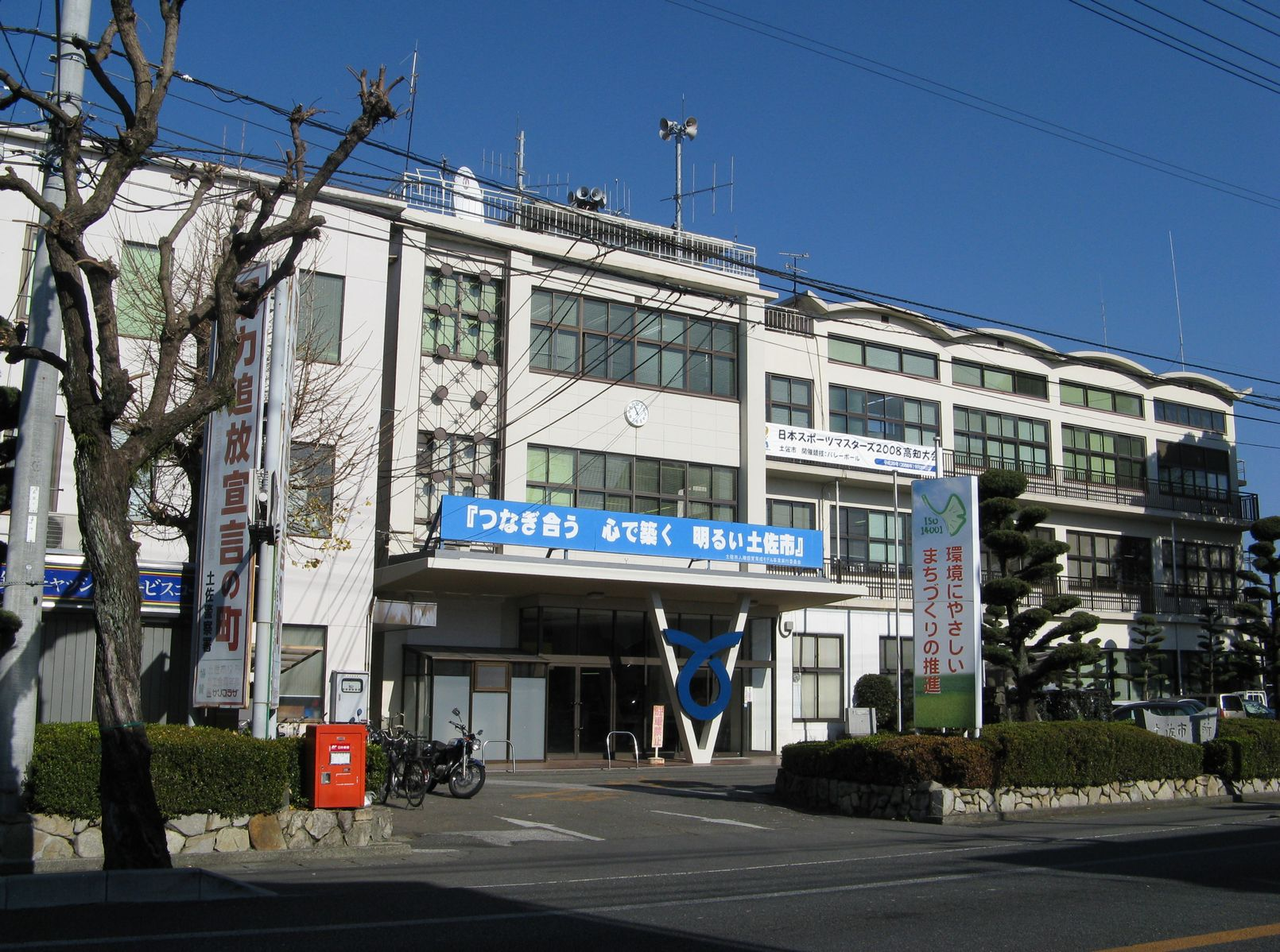
Rathaus von Tosa